# Farida Belghoul
Farida Belghoul es una escritora, directora de cine, ensayista y una militante francesa  antirracista de origen argelino. Desde la década de 2010 es conocida por su lucha contra el matrimonio igualitario en Francia y su oposición a proyectos de educación género dentro del sistema educativo francés como el de "L'ABCD de l'égalité". 

## Libros
- Afghanistan, mon témoignage d’une jeune résistante afghane, détenue et torturée par les Soviétiques en 1980, produit par le Centre Simone de Beauvoir.
- Georgette (roman), Paris, Barrault Éditions, 1986 ISBN 2736000501, réédition 2013 Editorial Kontre Kulture.
- Les écrivaines francophones en liberté, Farida Belghoul, Maryse Condé, Assia Djebar, Calixthe Beyala, Martine Fernandes - Préface de Michel Laronde[2]

## Películas
- C’est Madame la France que tu préfères : histoire d’une fratrie de la seconde génération, produit par ISM (40 minutes – 1980).
- Le départ du père : un immigré à la retraite rentre définitivement au pays en compagnie de sa fille née en France, coproduction Belghoul, ISM (41 minutes – 1984).